# Lucia Pietrelli
Lucia Pietrelli (Candelara, Italia, 8 de abril de 1984) es una escritora, poeta y traductora italiana. Ha publicado novelas, libros de poesía, piezas teatrales y ha traducido del italiano al castellano y al catalán. Ha ganado varios premios literarios de narrativa y de poesía. 

## Biografía
Estudió literatura entre Pisa, Madrid y Barcelona y vive en Mallorca desde hace aproximadamente diez años. Se encargó de elaborar y leer el manifiesto de la Diada de Mallorca del 31 de diciembre de 2014. Ha publicado novelas, libros de poesía y ha traducido del italiano al catalán y al castellano. Ha ganado varios premios literarios, como el Premi Joanot Martorell con la novela Cadenes (Edicions 62) y el premio Lletra d’Or 2020 por su novela Lítica, un premio que reconoce, desde 1956, la mejor obra en catalán publicada el año anterior.
Lucia Pietrelli publicó en 2010 su primer poemario Fúria (Documenta Balear), el año siguiente, en 2011, publicó Violacions (Moll), en el año 2013 Mort d’un Aviador Tartamunt (AdiA), en 2015 Ortigues (AdiA) y en 2016 publicó V (Cafè Central). Después de varios años de silencio poético, ha publicado también La terra i els altres llocs (2021, AdiA), poemario en el que, en varias entrevistas, anuncia un cambio de etapa, un punto de inflexión que la llevará hacia otras direcciones. Por lo que se refiere a su trayectoria en el mundo de la novela, Lucia hasta hoy en día ha publicado tres novelas: Nissaga (Moll, 2013), Qui ens defensarà (Lleonard Muntaner, 2014), Cadenes (Edicions 62, 2015) gracias a la cual ganó el Premi Joanot Martorell y en 2019 Lítica, gracias a la cual ganó el Premio Lletra d’Or.
La autora se mueve también en el ámbito teatral, de hecho, en 2018 estrenó una pieza teatral titulada Irene i la terra adormida, la cual se estrena en el Teatre Principal de Palma en el mes de noviembre del mismo año.
En 2020, Lucia Pietrelli ganó el premio Lletra d’Or por su novela Lítica, esta novela explora la relación entre dos hermanas a través de una intensidad lírica y emocional fuera de lo común, eso gracias a una voz narrativa muy trabajada y cuidada en cada instante de la narración. Recientemente, Lítica se ha llevado a los escenarios a través de la adaptación del libro a un espectáculo híbrido entre teatro, recital poético i canción catalana.

## Corriente de pensamiento
Es una de las poetas más importantes de su generación, que se dio a conocer con Fúria (2010). En su opinión, el género no cualifica las obras literarias, aunque hay muchas mujeres que son voces potentes, lo importante es valorar la obra en sí. En sus obras ella busca una expansión de la realidad e intenta ir más allá porque le aburre lo que ya conoce. La literatura es, para ella, un lugar de libertad.
Es muy interesante destacar como, una autora de origen italiano ha decidido escribir en otras lenguas, de hecho, según sus propias palabras, escribir en catalán le sale de forma completamente natural, más que, incluso, en italiano.
Al principio de su carrera literaria Lucia hizo un trabajo de autotraducción con sus primeras dos obras, Fúria, 2010 escrito en catalán e italiano y Vertical, 2011, publicado en italiano y español. A partir de la siguiente obra ya dejará de hacer ese trabajo de autotraducción ya que lo considera un reto bastante complicado, el de traducirse a sí misma sin perder el significado original y traspasando los mismos matices a otras lenguas. 

## Obras

### Poesía
- 2010: Fúria (Furia): Documenta Balear. Publicación biblingüe italiano-catalán
- 2011: Vertical (Verticale): Raffaelli Editore. Publicación bilingüe italiano-español
- 2011: Violacions: Moll
- 2013: Esquelet: Pagès Editors
- 2013: Mort d'un aviador tartamut: AdiA Edicions
- 2015: Ortigues: AdiA Edicions
- 2016: V.: Cafè Central / Eumo Editorial
- 2021: La terra i els altres llocs: AdiA Edicions

### Novela
- 2013: Nissaga: Moll
- 2014: Qui ens defensarà: Lleonard Muntaner
- 2015: Cadenes. Edicions 62
- 2020: Lítica: Males Herbes

### Teatro
- 2018: Irene i la terra adormida

### Traducciones
- 2011: Blues en setze (Blues in sedici) de Stefano Benni: Lleonard Muntaner
- 2013: Parasceve de Blai Bonet (traducción al castellano): Lleonard Muntaner
- 2017: Atles de micronacions de Graziano Graziani: Males Herbes

## Premios
- 2011: Premi Bernat Vidal i Tomàs de poesia per Violacions
- 2012: Premi Benet Ribas de poesia per Esquelet
- 2013: Premi de narrativa Vila de Lloseta per Nissaga
- 2014: Premi Pare Colom de Narrativa per Qui ens defensarà
- 2015: Premio Joanot Martorell per Cadenes
- 2020: Lletra d’Or per Lìtica